# 丈
丈是古中國传统长度单位，十尺为一丈。丈和尺在不同朝代的长度是不同的。商朝时一尺约为16.95厘米。古时，成年男子身高约一丈，所以称为“丈夫”。
现代市制一丈等于{\displaystyle {\frac {10}{3}}}米，约为3.33米。
台湾一台丈等于{\displaystyle {\frac {100}{33}}}米，约为3.03 米。

## 另見
1. ↑  .   [2017-10-20]. （原始内容存档于2017-10-21）.